# Jermaine Jones
Jermaine Jones, född 3 november 1981 i Frankfurt am Main i Västtyskland, är en tysk-amerikansk fotbollsspelare som spelar för Ontario Fury i Major Arena Soccer League. Hans far är en afroamerikansk före detta soldat stationerad i Tyskland. Han spelade tidigare i Eintracht Frankfurt och Bayer Leverkusen.

## Karriär
Jones växte upp i stadsdelen Bonames i Frankfurt. Han gjorde sitt genombrott i stadens klubb och togs snart med i Tysklands U21-landslag. Han gick under en kortare period över till Bayer Leverkusen, men återvände snart till hemstaden och tog över kaptensbindeln.
Under säsongen 2005/2006 skadades Jones så svårt att han behövde opereras och var borta från fotbollen i åtta månader. Han återvände i sista matchen av första halvan av säsongen.
I mars 2019 gick Jones till Major Arena Soccer League-klubben Ontario Fury.